# حسن طوبار
المجاهد الشيخ حسن طوبار، شيخ إقليم المنزلة بمحافظة الدقهلية والزعيم الشعبي له وشيخ العرب كما أطلق عليه القادة الفرنسيون، أحد أغنياء مصر في عهده، والقائد والمحرض لأعنف مقاومة شعبية ضد الحملة الفرنسية وجيشها المحتل في نهاية القرن الـ 18.

## التعريف به
كان حسن طوبار زعيماً على إقليم المنزلة بالدقهلية وشيخاً له، وكان من أكثر الأقاليم التي واجه الفرنسيون فيها مقاومة شعبية عنيفة، وكان محور هذه المقاومة هو هذا الرجل.
- كتب المسيو «ريبو» أحد كتاب فرنسا السياسيين في كتاب تاريخ الحملة الفرنسية في مصر، يصف فيه سكان هذه الجهات بقوله:«إن مديرية المنصورة التي كانت مسرحا للإضطرابات تتصل ببحيرة المنزلة، وهي بحيرة كبيرة تقع بين دمياط وبيلوز القديمة (الطينة)، والجهات المجاورة لهذه البحيرة وكذلك الجزر التي يسكنها قوم أشداء ذوو نخوة ولهم جلد وصبر، وهم أشد بأسا وقوة من سائر المصريين، ثم هم أغنياء بما ينالون من الصيد، ولهم في البحيرة خمسمائة أو ستمائة مركب، تجعل لهم السيادة في البحيرة، ولهؤلاء 40 رئيسا، وكل هؤلاء الرؤساء يتبعون حسن طوبار شيخ المنزلة وهو الزعيم الأكبر لهذه المنطقة».[1]

وذكر الجنرال «لوجيه» في يومياته:«ان عدد المراكب التي ببحيرة المنزلة وتخضع للشيخ حسن طوبار تبلغ الألف».

كان حسن طوبار واسع الثروة والنفوذ، محبوباً من سكان إقليمه من الصيادين، وكان في حالة من الرواج كفيلة بأن تقعده عن اتخاذ أي موقف يمكن أن يهدد ثروته، إذ كان يملك أسطول صيد قدرته بعض المصادر الفرنسية بنحو خمسة آلاف مركب، وعدداً لا بأس به من مصانع نسج القطن، والمتاجر، ومساحات شاسعة من الأراضي الزراعية،

ثروة طائلة لأغنى رجل في مصر، كما أشار الجنرال الفرنسي «أندريوس» في تقرير قدمه إلى المجمع العلمي، في حين قدم الجنرال «لوجييه» تقديراً لثروته بأنها«في حدود خمسة ملايين فرنك».

وكان إلى جانب ذلك ينتسب إلى أسرة عريقة، تداول أفرادها مشيخة المنزلة مئات السنين، ولهم نفوذ قوي هناك، فاسم العائلة جاء من «طبرة» على بحيرة طبرية بالشام، فقد نزحت منها، ونزلت على شاطئ بحيرة المنزلة، فأقاموا بالمنزلة بجوار منزل «الشيخ أبو نصر شهاب الدين شريف» وكان من قضاة الإقليم، ثم تصاهروا مع هذا الشيخ وسكنوا إلى جواره، وبنوا بيتا عُرف بالبيت الكبير قبل أن يبني «شلبي طوبار» القصر المعروف باسمه، وقد اشترت العائلة بعض أملاك الأمير ‹محمد الشوربجي› الشهير بمحمد بن حسون، وكانت تُعرف المنزلة باسمه منزلة حسون،
- يقول الجنرال «أندريوسى» أحد قواد الحملة الفرنسية والذي إرتاد بحيرة المنزلة وقدم عنها تقريراً إلى المجمع العلمي بمصر، يقول:«إن لسكان هذه الشواطئ أربعين رئيساً يتبعون الشيخ حسن طوبار الذي احتكر الصيد في البحر لقاء جُعل -أجر- للحكومة، وحسن طوبار من أكبر أغنياء القُطر المصري، وربما كان أغناهم، وهو من المنزلة، وفي أسرته مشيخة البلد يتوارثونها من أربعة أو خمسة أجيال، وله سلطة واسعة تقوم على مكانته في النفوس وثروته وعصبيته من ذوي قرباه وأتباعه، وعلى مؤازرة العرب الذين أعطاهم الأراضي ليزرعوها ويغدق على رؤسائهم بالهدايا والتحف».[3]

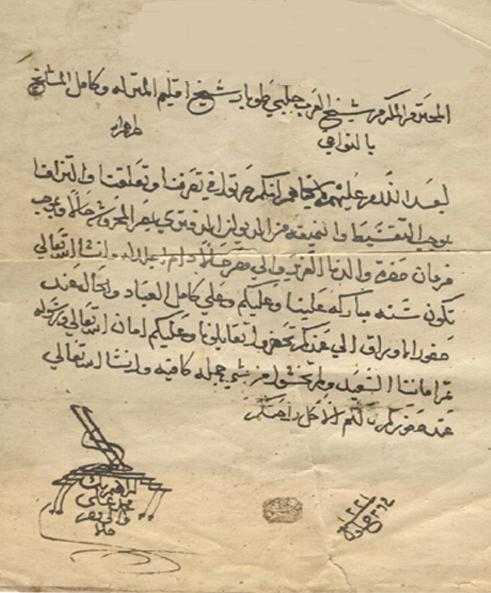
وثيقه نادرة من إبراهيم بك بن محمد علي باشا والى مصر إلي شلبي طوبار أخو المجاهد حسن طوبار

## جهاده ضد حملات نابليون
اهتم «نابليون» بإخضاع بلاد البحر الصغير (بحر اشمون) الكائنة بين المنصورة وبحيرة المنزلة وإحكام قبضته على الجهات الموصلة إلى البحيرة، وكان يهدف من جهة إلى إخضاع هذا الإقليم، ومن جهة أخرى إلى تأمين المواصلات بين دمياط والمنصورة والصالحية وبلبيس حتى يتمكن من نقل الجنود والمدفعية لهذه الجهات لتأمين احتلال حدود مصر الشرقية، وقد بعث إلى الجنرال «دوجا» بعدة رسائل تظهر مبلغ اهتمامه بهذا القطاع وعينه قائدا عاما، وأنفذ لهذا الغرض الجنرال «دستنج» والجنرال «داماس» في قوة من الجنود الفرنسية، وعهد إلى الجنرال دستنج معاقبة بلدتى «منية محلة دمنة» و«القباب الكبرى» الواقعتين على بحر أشمون، إذا جاهر أهلهما بالعصيان والامتناع عن دفع الضرائب والغرامات التي فرضت عليهم، وعهد إلى الجنرال داماس أن يحتل بحيرة المنزلة واخضاعها،

وكان لهذه المهة شأن وخطر في تلك الجهات لما ظهر من أسماء تحرض الاهالى عل مقاومة الفرنسيين، وقد تكرر في كثير من رسائل وتقارير القواد الفرنسيين في مديريتى المنصورة ودمياط اسم «حسن طوبار» شيخ بلد المنزلة في ذلك الحين كزعيم للمحرضين ضد الفرنسيين وخصم عنيد لا يستهان به ومدبر لحركات المقاومة في هذه الجهات، كما تردد اسم «الأمير مصطفى» بمنية محلة دمنة و«على العديسى» بالقباب.

فقد كان حسن طوبار زعيما لإقليم المنزلة، وكان هذا الإقليم جياشا بمتاعب كثيرة للفرنسيين، وقد شرع حسن طوبار في مقاومة الفرنسيين منذ بداية الحملة تقريباً، فكان يذهب بنفسه إلى البلاد والقرى يحرّض أهلها على الحرب، ويطمئن على وسائل الدفاع لديهم، وجهز من ماله الخاص الأسطول البحري الذي حارب الفرنسيين في البحيرة، وأوشك على إخراجهم من دمياط.

### الحملة الأولى
بأوامر من بونابرت وبقيادة عامة للجنرال دوجا بدأت تتحرك الحملة على البحر الصغير من المنصورة يوم 16 ديسمبر سنة 1798،

وقد أصدر الجنرال دوجا بعض التعليمات لكل من الجنرالين داماس وديستنج ليتبعاها، قال فيها:«ان منية محلة دمنة والقباب الكبرى، هاتان القريتان واقعتان تحت تأثير رجلين يجب أسرها، وهما على العديسى والأمير مصطفى، وقد وصلتنى رسالة من الجنرال فيال«كومندان مديرية دمياط» ينسب إليهما تهمة الاتصال بالشيخ حسن طوبار شيخ بلد المنزلة وانتظارهما النجدة منه، فيجب أن لا يترك له الوقت لإمدادهما».

وكانت هناك رسالة للجنرال داماس، جاء فيها«تعليمات خاصة للجنرال داماس – مساعدة الجنرال دستنج في معاقبة منية محلة دمنة والقباب الكبرى، وثانيا إخضاع المنزلة»

ورسالة أخرى جاء فيها:« ان الجنرال فيال منزعج من مقاصد الشيخ حسن طوبار شيخ بلد المنزلة، ومن حشده عددا كبيرا من المراكب في المطرية، فإذا كان هذا صحيحا فمن الواجب أسر الشيخ حسن طوبار وتحطيم أسطوله ».

وتنفيذا لهذه التعليمات تحرك الجنرال داماس على رأس الجنود الفرنسية من المنصورة متوجه للمنزلة ومعه 300 جندى بسلاحهم وذخيرتهم، وفي طريقه وعند الجمالية قابلتهم مقاومة عنيفة من الأهالى في معركة ذات شأن وخطر، وبعد قتال استمر 4 ساعات انسحب الجنرال داماس بقواته لما رأى انه لايمكنه الثبات ولا متابعة السير في بحر أشمون، فأضرم النار في الجمالية وعاد أدراجه إلى المنصورة يوم 21 سبتمبر ومعه جرحاه وقتلاه.
، واتضح فيما بعد ان وراء هذه المقاومة وهزيمة الحملة الفرنسية في معركة الجمالية هو الشيخ حسن طوبار ،
- فقد كتب الجنرال «لوجيه» القائد الأعلى للحملة في يومياته:« لقد تأكدنا أن حسن طوبار كان يجوب البلاد الواقعة على بحر أشمون يحرض الأهالى على الثورة، وكان يرسل إلى بعض البلاد الأخرى رسله وأتباعه لتنظيم المقاومة ضد الفرنسيين، وأنه هو الذي دبر واقعة الجمالية، غير أنه من الصعب أن نلقى يدنا على هذا الرجل مع نفوذه العظيم بين الأهالى وأن في استطاعته أن يحشد علينا قوات كبيرة جدا، وقد جاءتنا الأخبار أن أهالى بعض القرى الواقعة على النيل أطلقت النار على السفن المقلة للجنود الفرنسية وأن الدلائل تدل على ان الثورة عامة ».[2]

قال المؤرخ عبد الرحمن الرافعي أن الحملة الأولى على البحر الصغير لم توفق في اتمام مهمتها، وبقى حسن طوبار قويا يثير البلاد ويستفز الناس للمقاومة، وكان الفرنسيون يحسبون له حسابا كبيرا ويسعون بمختلف الوسائل أن يخضعوه أو يجتذبوه إلى صفوفهم، خاصة وأن نابيلون بونابرت قائد الحملة الفرنسية أدرك أهمية وأبعاد المركز الجغرافي الذي يسيطر عليه الرجل، لأن تحكمه في الممرات المائية بين البحرالمتوسط وبحيرة المنزلة كان كفيلا بتسهيل مهمة السفن العثمانية في دخول مصر في حالة اتفاق رجال السلطان العثماني مع الزعيم حسن طوبار.
- حاول نابليون استمالت حسن طوبار فأرسل الجنرال «فيال» الذي عين حاكما علي دمياط ومعه هدايا للشيخ حسن طوبار ومنها سيفا مذهبا، لكن حسن طوبار رفض لقاء الجنرال فيال وقابل ذلك بالسخرية الشديدة وقال:«إنه لا يريد أن يرى أحداً من الفرنسيين»، وامتنع عن قبول الهدايا الثمينة التي أرسلها له نابليون

في هذه الأثناء، كان حسن طوبار يخادع الفرنسيين عن خططه ومقاصده، ففي الوقت الذي أبلغ فيه رسول الجنرال داماس أنه لا يأبى دفع الضرائب العادية إذا ما ترك حراً، كان يستعد للقتال، كما كان على اتصال بإبراهيم بك زعيم المماليك الذي كان مرابطاً بفلول جيشه في جنوب الشام، وقد كان على اتصال مستمر أيضاً بقواته المنظمة لمقاومة الفرنسيين

### معركة دمياط والشعراء
يحكي المؤرخ عبد الرحمن الجبرتي كيف كان حسن طوبار يشعل الثورة في مختلف البلاد الواقعة بين دمياط والمنزلة والمنصورة. وبينما كان يثير الأهالي في بلاد البحر الصغير كان في الوقت نفسه يجمع مراكبه في بحيرة المنزلة لمهاجمة دمياط لتخليصها من يد الفرنسيين 

وأرسل الجنرال فيال إلى زميله الجنرال دوجا ينذره بقرب هجوم الثوار على مدينة دمياط، لأن حسن طوبار يحشد أسطولاً كبيراً في بحيرة المنزلة لهذا الغرض ويطلب المدد،

وبالفعل قام الثوار بهجوم فعال على دمياط في 16 سبتمبر سنة 1798 واشترك فيه أهالي البلاد المجاورة لدمياط، كما اشترك فيه أيضاً أسطول حسن طوبار، ونجح المهاجمون الثوار في قتل الحراس الفرنسيين في المواقع الأمامية للمدينة، وظل القتال متواصلاً ليلة 16 سبتمبر، غير أن عدم تكافؤ الأسلحة والتنظيم دفع المهاجمين إلى التقهقر والالتجاء إلى قرية الشعراء حيث اتخذوها معسكراً تحصنوا به.

فأدرك نابليون أن طوبار لن يخضع إلا بالحرب خاصة بعد أن نجح في مقاومة الفرنسيين في دمياط وبعد أن رفض أن يلتقي بالفرنسيين في أي مفاوضات حيث رفض مقابلة الجنرال داماس ودعوة الجنرال دوجا للصلح.

ونتيجة لحرج مركز الفرنسيين في دمياط تحت نفوذ حسن طوبار ومقاومة الأهالى اضطر نابليون إلى إرسال الجنرال أندريوس ليعاون الجنرال فيال في توطيد سلطان الفرنسيين في تلك الجهات، وتقدم الفرنسيون في 20 سبتمبر للاستيلاء على قرية الشعراء، وبالرغم من استيلاء الفرنسيين عليها فإن الثورة تفاقمت في البلاد الواقعة بين المنصورة ودمياط، وتعددت حوادث مهاجمة الثوار للسفن الفرنسية المقلة للجنود في النيل، ما دفع الفرنسيين إلى التنكيل بالبلاد التي هاجمت السفن كما حدث في ميت الخولي حيث اعتدوا على الأهالي، واستولوا على ما بها من مواشٍ وطيور وحلي.

### الحملة الثانية
رأى نابليون أن نفوذ حسن طوبار يخلق للفرنسيين كثيرا من المصاعب في البلاد ويزعزع سلطتهم في جهات البحر الصغير (بحر اشمون)، والمنزلة ودمياط ويثير في نفوس الأهالى روح الثورة، وأنه لن يكون له سلطان على بلاد هذه المنطقة، ولن تنتهي مقاومة أهلها وثوراتهم على جنوده إلا بالقضاء عليه، فعزم أن يجرد عليه حملة ثانية لإخضاعه والاستيلاء على المنزلة، واستجمع نابليون فيها كل طاقاته لمحاربة حسن طوبار، فأمر بتجهيز حملتين كبيرتين إحداهما برية والأخرى بحرية لمهاجمتة، تحت إشراف الجنرال «دوجا» قائدا عاما

وبدأ الجنرال دوجا في تنفيذ الخطط العسكرية المكلف بها فعهد إلى الجنرال «أندريوس» أن يذهب إلى المنزلة عن طريق البحيرة كما عهد إلى الجنرال «داماس» أن يسير إليها بالبر، وبذلك تطبق القوتان على المدينة من البر والبحر.

غير أن الجنرال أندريوس لما وصل إلى دمياط وجد مركز الفرنسيين مزعزعا وتعذر عليه أن يرتاد بحيرة المنزلة لأن الثورة شبت في القرى المجاورة لها وكان من نتائجها أن أوغل اصحاب المراكب في عرض البحيرة بحيث لم يجد مكانا لمركبه منها
- وكتب الجنرال اندريوس إلى نابليون يخبره:«انه لاسبيل إلى تسلط الفرنسيين على بحيرة المنزلة إلا بعد سحق حسن طوبار والقضاء على قوته الكبيرة، وانه بالاستيلاء على مدينة المنزلة التي يسكنها تصبح مركزا حربيا للحركات العسكرية في البحيرة»[1]
- فأرسل نابليون المدد إلى الجنرال دوجا وكلفه في رسالة بتجريد حملة عسكرية على مدينة المنزلة للإستيلاء عليها، وإرسال كتيبة أخرى إلى الجنرال أندريوسى للاستيلاء على جميع الجزائر الواقعة في بحيرة المنزلة،«وشدد عليه في هذه الرسالة ان يأخذ حسن طوبار ولو بالخديعة، وان يرسله إلى القاهرة، وأوصاه بالقسوة على الثائرين واخضاع البلاد الكائنة بين المنصورة ودمياط اخضاعا تاما ووصاه بتجريد القرى من السلاح وقطع الرؤوس واخذ الرهائن».[4][6]

فألتقى الجنرال اندريوسى في دمياط بالجنرال دوجا الذي جاءها من المنصورة وتوجهوا بقوتيهما إلى المنزلة وجهاتها،

واستطاعت هذه الحملة القوية وبعد جهدٍ جهيد أن تدخل المنزلة واحتلتها في 6 أكتوبر عام 1798، غير أن حسن طوبار كان قد غادر المنزلة ومعه معظم أهلها إلي غزة، لإعادة تنظيم حركة المقاومة مرة أخرى .
- قال الجنرال لوجيه أحد قادة الحملة في يومياته:«في كل جهة مررنا بها من المنصورة إلى المنزلة كنا نسمع ثناء الاهالى على حسن طوبار، وهو محبوب منهم حبا شديدا، وهو غنى تقدر ثروته بالملايين من الفرنكات، يملك الأراضى الواسعة ومصانع نسيج القطن ومصانع الصباغة والمتاجر الكثيرة».[2]
- وقال أيضا في يومياته:«إن الجنود جابوا طرقات المنزلة وازقتها، واستوقف نظرهم منازل حسن طوبار التي تسترعى النظر لسعتها وجمال منظرها وبنائها على الطراز الشرقى ، وكانت مقفلة الأبواب خالية من السكان ، وأنه وبعض الضباط أرادوا ان يدخلوها، فقيل لهم من الاهالى إن مفاتيح الابواب غير موجودة ، ففتحوا مدخل احدهما، ولكنهم لاحظوا أن انتهاك حرمة مساكن حسن طوبار يثير غضب الأهالى، فانسحبوا منها واحتلوا دارا أخرى جعلوها المعسكر العام للحملة»[2].

## بعد احتلال المنزلة
قضى احتلال المنزلة والمطرية على قوة المقاومة التي كان يديرها حسن طوبار، فلم يجد أمامه سوى الهجرة إلى غزة، وبذلك انتهت تلك الحركة الواسعة المدى التي أقلقت بال الفرنسيين زمنا، وطويت صحيفة مقاومة ذلك الرجل الذي أزعج قواد الجيش الفرنسى وتردد اسمه في تقاريرهم ورسائلهم وورد اسمه مرات عديدة في رسائل نابليون نفسه كعنوان للمقاومة الأهلية القوية،

وقد ظل حسن طوبار بعد هجرته إلى غزة مصدر قلق للفرنسيين وخشوا أن يفكر في الرجوع إلى شواطئ دمياط وبحيرة المنزلة ويستأنف مقاومته، فقد جائتهم أنباء بأنه يعد فعلا قوة من المشاة في غزة وعزم على نقلها في خمسين سفينة يحتل بها دمياط، ولكن لم يتحقق شئ من هذا العزم،
وبالرغم ان الظروف لم تمكن طوبار من إتمام هذه الحملة، فإن رعب الفرنسيين منها جعل نابليون بعد انتهاء الحملة الفرنسية على سوريا يسمح له بالعودة إلى مصر، ليأمن هجومه على دمياط وتحريضه لأهل بلده على الثورة، ولم يأذن نابليون بعودة حسن طوبار إلى مصر إلا بشرط أن يبقى ابن الشيخ عنده في القاهرة، ويعود حسن طوبار إلى دمياط مع التزامه بالهدوء في منطقته،

ولكن يؤخذ من رسائل الجنرال «كليبر» أن السلطات الفرنسية لم تكن تثق به ولا تطمأن إليه، وكان الجنرال كليبربعد أن أصبح قائداً عاماً للحملة الفرنسية يوصي قائده في دمياط الجنرال «فردييه» بمدراة حسن طوبار وتوخي الحذر منه، وأن يراقب هذا الشيخ ولا يغفل عنه أبداً.

## وفاته
بعد عودته عاش حسن طوبار في دمياط فترة قصيرة، وفي يوم 29 يونيه 1800م رحل القائد والزعيم والمجاهد حسن طوبار، واحتفت بوفاته صحف فرنسا لتنشر جريدة «كورييه دليجبت» الجريدة شبه الرسمية للحملة الفرنسية نبأ وفاته في العدد 75 الصادر بتاريخ 28 يوليو سنة 1800، وكتبت عنه ما خلاصته:«في 29 يونيه مات فجأة حسن طوبار كبير مشايخ إقليم المنزلة مصاباً بالسكتة القلبية، وكان هذا الرجل عظيم المكانة لأصله العريق وغناه الواسع، وقد هاجر من بلاده في الأشهر الأولى من الحملة وعاد إليها بعد الزحف على سوريا، وأذن له الجنرال بونابرت في الرجوع إلى مصر، فأذعن من يومئذ وأخلد للسكون، وقد خلفه في شياخة إقليم المنزلة أخوه شلبي طوبار».

هذا ولا يزال حسن طوبار يذكره كبار السن إلى الآن في جهات البحر الصغير والمنزلة ويسمونه «حسن طوبار الكبير الذي حارب الفرنسيس».

## آثاره

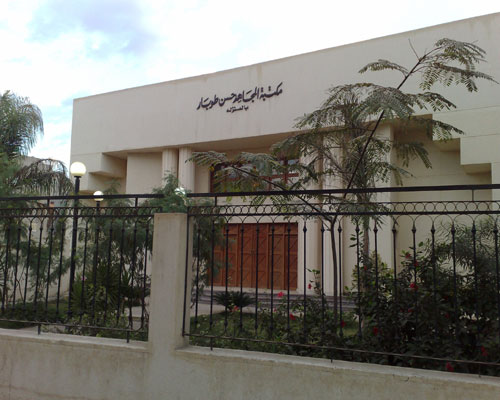
مكتبة المجاهد حسن طوبار

في العام 1962 قام الرئيس عبد الناصر بعد زيارته لمدينة بورسعيد والاحتفال معهم في أعياد النصر بالتوجه إلى المنزلة وسط استقبال حافل من الأهالي والقيادات وقام بزيارة مقبرة المجاهد حسن طوبار يرافقه قيادات الثورة، عبد الحكيم عامر وعبد اللطيف البغدادي وكمال الدين حسين وصلاح سالم، واستقبلته عائلة طوبار بالمقبرة وعلي رأسهم علي ماهر طوبار والشيخ محمود طوبار شيخ البلد في ذلك الوقت، وقرأ الزعيم عبد الناصر الفاتحة علي روحه الطاهرة، ووضع أكاليل من الزهور علي المقبرة، ثم توجه الي منضدة عليها سيف قديم من سيوف المجاهد مرصع ببعض من الأحجار الكريمة، وبندقية خرطوش كان يستخدمها في الحرب ضد الفرنسيين، ومصحف مكتوب بخط اليد، وكتاب بالفرنسية كتبه أحد مؤرخي الحملة الفرنسية عن الزعيم حسن طوبار، أخذ الرئيس عبد الناصر هذه المقتنيات وسلمها إلي كبير الياوران وأمر أن يتحول هذا المكان الي متحف يضاف الي متاحف مصر لزيارة السائحين، واعتبار قصر حسن طوبار مزارا سياحيا.

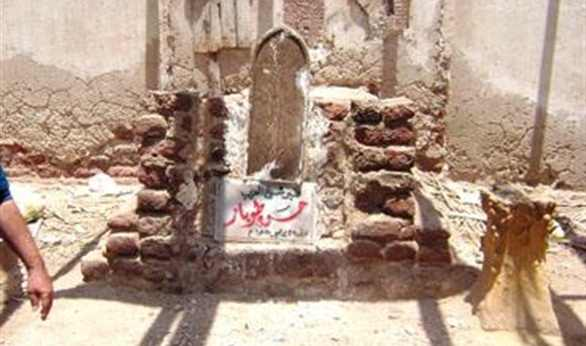
قبر المجاهد حسن طوبار في حديقة قصره وتظهر عليه علامات الإهمال

وصدر القرار الجمهورى لسنة 1962 بشأن اعتبار قصر المجاهد حسن طوبار من الاثار،

وصدر قرار رئيس المجلس التنفيذى لسنة 1963 باعتبار مشروع تحويل منزل المجاهد حسن طوبار إلى متحف قومى ببندر المنزلة بمحافظة الدقهلية من أعمال المنافع العامة، وتسلمته هيئة الآثار وتم تعيين حرس علي المكان لحين تنفيذ ما أمر به الرئيس،

لكن بعد وفاة الرئيس عبد الناصر اختفي الحراس وتركوا المكان ليصير أطلالا، ونهب اللصوص كل ما هو غال وثمين، ولم ينفذ مشروع المتحف، وبالرغم من وجود قرار جمهورى باعتباره متحفا من قائمة متاحف مصر، إلا انه تم هدم القصر وتقسيم أرضه بين وزارة التربية والتعليم وجهات اخري، وتحول معظمه إلي مجمع مدارس ولم يبق من تراث حسن طوبار إلا مكتبة باسمه ومقبرة متهدمة محاطة بالقمامة .